# Seznam ulic v Mariboru
Seznam ulic v Mariboru vsebuje imena 724 ulic, cest, poti, prehodov, trgov, naselij, nabrežij in predelov (2024).

## Seznam

### A
- Adamičeva ulica
- Ahacljeva ulica
- Aleševa ulica
- Aljaževa ulica
- Antoličičeva ulica
- Aškerčeva ulica
- Avtomobilska ulica
- Ažbetova ulica

### B
- Babnikova ulica
- Balaševa ulica
- Bantanova ulica
- Barvarska ulica
- Baševa ulica
- Baukartova ulica
- Bazoviška ulica
- Beblova ulica
- Begova ulica
- Belačeva ulica
- Belokranjska ulica
- Beloruska ulica
- Benkova ulica
- Beograjska ulica
- Beraničeva ulica
- Bergantova ulica
- Berglesova ulica
- Bernekerjeva ulica
- Besednjakova ulica
- Betettova ulica
- Betnavska cesta
- Bevkova ulica
- Bezenškova ulica
- Bilje
- Blatnikova ulica
- Bloudkova ulica
- Bohoričeva ulica
- Bohovska ulica
- Bolfenška ulica
- Bolgarska ulica
- Borcev za severno mejo
- Borova vas
- Borovnikova ulica
- Borštnikova ulica
- Breznikova ulica
- Brnčičeva ulica

### C
- Cafova ulica
- Cankarjeva ulica
- Celjska ulica
- Cesta k Dravi
- Cesta k Tamu
- Cesta Osvobodilne fronte
- Cesta proletarskih brigad
- Cesta XIV. divizije
- Cesta zmage
- Cilenškova ulica
- Ciril-Metodova ulica
- Cizljeva ulica
- Crnekova ulica

### Č
- Čanžkova ulica
- Čebelarska ulica
- Černičeva ulica
- Češka ulica
- Čolnikova ulica
- Čopova ulica
- Črnogorska ulica
- Črtomirova ulica
- Čufarjeva cesta

### D
- Dajnkova ulica
- Dalmatinova ulica
- Dalmatinska ulica
- Damiševa ulica
- Delavska ulica
- Devova ulica
- Dobravska ulica
- Dogoška cesta
- Dolarjeva ulica
- Dominkuševa ulica
- Domnova ulica
- Dornikova ulica
- Drabosnjakova ulica
- Dragonijeva ulica
- Dravinjska ulica
- Dravska ulica
- Dupleška cesta
- Dušanova ulica
- Dvořakova ulica

### E
- Efenkova ulica
- Einspielerjeva ulica
- Endlicherjeva ulica
- Engelsova ulica
- Erjavčeva ulica
- Ertlova ulica

### F
- Ferkova ulica
- Ferlugova ulica
- Filipičeva ulica
- Finžgarjeva ulica
- Fluksova ulica
- Focheva ulica
- Framska ulica
- Franckina ulica
- Frankolovska ulica
- Frankopanova ulica
- Funtkova ulica

### G
- Gajeva ulica
- Gajštova ulica
- Gallusova ulica
- Geršakova ulica
- Ghegova ulica
- Glavni trg
- Gledališka ulica
- Glinškova ulica
- Glonarjeva ulica
- Gogoljeva ulica
- Golarjeva ulica
- Golobova ulica
- Gomoljeva ulica
- Goriška ulica
- Gorkega ulica
- Gospejna ulica
- Gosposka ulica
- Gosposvetska cesta
- Gozdna ulica
- Grajska ulica
- Grajski trg
- Grčarjeva ulica
- Greenwiška cesta
- Gregorčičeva ulica
- Gregorečeva ulica
- Grizoldova ulica
- Grogova ulica
- Groharjeva ulica
- Gubčeva ulica
- Guličeva ulica
- Gunduličeva ulica
- Gvajčeva ulica

### H
- Hektorovičeva ulica
- Hermankova ulica
- Hitra cesta
- Hlebova ulica
- Hočka ulica
- Hrenova ulica
- Hrvatska ulica
- Hudalesova ulica

### I
- Igriška ulica
- Ilichova ulica
- Ilijeva ulica
- Ilirska ulica
- Industrijska ulica
- Ipavčeva ulica
- Irenina ulica
- Iršičeva ulica
- Istrska ulica
- Iztokova ulica

### J
- Jadranska cesta
- Jagičeva ulica
- Jakopičeva ulica
- Jamova ulica
- Jančerjeva ulica
- Janežičeva ulica
- Janševa ulica
- Jarčeva ulica
- Jarnikova ulica
- Jaskova ulica
- Jedličkova ulica
- Jenkova ulica
- Jerovškova ulica
- Jesenkova ulica
- Jezdarska ulica
- Jocova ulica
- Jurančičeva ulica
- Jurčičeva ulica

### K
- K jami
- Kabajeva ulica
- Kacova ulica
- Kagerjeva ulica
- Kajuhova ulica
- Kalohova ulica
- Kamenškova ulica
- Kamniška ulica
- Karadžičeva ulica
- Karantanska ulica
- Kardeljeva cesta
- Karnerjeva ulica
- Kaspretova ulica
- Kavčičeva ulica
- Kekčeva ulica
- Keleminova ulica
- Kerenčičeva ulica
- Kersnikova ulica
- Kettejeva ulica
- Kidričeva ulica
- Klemenčičeva ulica
- Kletarska ulica
- Klinetova ulica
- Ključavničarska ulica
- Kmetijska ulica
- Knafelčeva ulica
- Knifičeva ulica
- Kocenova ulica
- Kočevarjeva ulica
- Kodričeva ulica
- Kolaričeva ulica
- Kollarjeva ulica
- Komenskega ulica
- Konšakova ulica
- Kopitarjeva ulica
- Koprivnikova ulica
- Koprska ulica
- Korbunova ulica
- Korčetova ulica
- Korenčanova ulica
- Koresova ulica
- Koroška cesta
- Korytkova ulica
- Kosarjeva ulica
- Koseskega ulica
- Kosminova ulica
- Kosova ulica
- Kosovelova ulica
- Kostanjevčeva ulica
- Košaški dol
- Kot
- Kotnikova ulica
- Kovačeva ulica
- Kovičeva ulica
- Kozinova ulica
- Krajnčičeva ulica
- Kralja Matjaža ulica
- Kraljeviča Marka ulica
- Kramarjeva ulica
- Kranjčeva ulica
- Krčevinska ulica
- Krekova ulica
- Kremplova ulica
- Križajeva ulica
- Krpanova ulica
- Kuharjeva ulica
- Kuraltova ulica
- Kurilniška ulica
- Kurirska pot
- Kuzmičeva ulica

### L
- Lackova cesta
- Lahova ulica
- Lavričeva ulica
- Lavtarjeva ulica
- Ledina
- Ledina 3. aprila
- Ledinkova ulica
- Lekarniška ulica
- Lenardonova ulica
- Leona Zalaznika ulica
- Lesarska ulica
- Lesičjekova ulica
- Lesjakova ulica
- Lešnikova ulica
- Letonjeva ulica
- Levčeva ulica
- Levstikova ulica
- Liebknechtova ulica
- Limbuška cesta
- Linhartova ulica
- Livada
- Livadna ulica
- Ljubljanska ulica
- Lorgerjeva ulica
- Loška ulica
- Lovska ulica
- Lužiškosrbska ulica

### M
- Machova ulica
- Macunova ulica
- Magdalenski trg
- Maistrova ulica
- Majarjeva ulica
- Majcigerjeva ulica
- Majeričeva ulica
- Makedonska ulica
- Malgajeva ulica
- Marčičeva ulica
- Marčinkova ulica
- Marionova ulica
- Markovičeva ulica
- Marmontova ulica
- Maroltova ulica
- Martinova ulica
- Marxova ulica
- Masarykova ulica
- Matejkova ulica
- Matičkova ulica
- Medvedova ulica
- Mejna ulica
- Meljska cesta
- Meljski dol
- Mencingerjeva ulica
- Mesarski prehod
- Meškova ulica
- Metelkova ulica
- Metina ulica
- Meznaričeva ulica
- Miklavčeva ulica
- Miklavška ulica
- Miklošičeva ulica
- Milčinskega ulica
- Milenkova ulica
- Minařikova ulica
- Minoritski prehod
- Mirna ulica
- Mladinska ulica
- Mlekarniška ulica
- Mlinska ulica
- Močnikova ulica
- Modrinjakova ulica
- Mohoričeva ulica
- Mojčina ulica
- Moskovska ulica
- Muratova ulica
- Murkova ulica
- Murnikova ulica
- Murnova ulica

### N
- Na griču
- Na kleču
- Na podrtem
- Na Poljanah
- Na prehodu
- Na produ
- Na slemenu
- Na soseski
- Na trati
- Nabrežna ulica
- Nad pristavo
- Napotnikova ulica
- Nasipna ulica
- Naveršnikova ulica
- Nazorjeva ulica
- Neratova ulica
- Nikova ulica
- Niška ulica
- Njegoševa ulica
- Nova ulica
- Novakova ulica

### O
- Ob bregu
- Ob Dravi
- Ob gozdu
- Ob hitri cesti
- Ob izvirkih
- Ob jarku
- Ob kanalu
- Ob potoku
- Ob preši
- Ob progi
- Ob ribniku
- Ob železnici
- Občinska cesta
- Oblakova ulica
- Obradovičeva ulica
- Obrežna ulica
- Opekarska ulica
- Oreško nabrežje
- Orožnova ulica
- Osojnikova ulica
- Osterčeva ulica
- Ozka ulica

### P
- Padežnikova ulica
- Pajkova ulica
- Panonska ulica
- Park mladih
- Parmova ulica
- Partizanska cesta
- Pasterkova ulica
- Pasteurjeva ulica
- Pečetova ulica
- Pekrska cesta
- Pengovova ulica
- Perhavčeva ulica
- Perunova ulica
- Petrovičeva ulica
- Pintarjeva ulica
- Pionirska ulica
- Pipuševa ulica
- Piramida
- Pirnatova ulica
- Pivkova ulica
- Plavčakova ulica
- Plečnikova ulica
- Pliberškova ulica
- Plinarniška ulica
- Pobreška cesta
- Počehovska ulica
- Pod gradiščem
- Pod hribom
- Pod Piramido
- Pod Stolnim vrhom
- Pod vinogradi
- Pod vrhom
- Podjunska ulica
- Podrgrajsova ulica
- Pohorska ulica
- Polančičeva ulica
- Poljančeva ulica
- Poljska ulica
- Popovičeva ulica
- Poropatova ulica
- Poštelska ulica
- Poštna ulica
- Pot k mlinu
- Pot na okope
- Potiskova ulica
- Potrčeva ulica
- Praprotnikova ulica
- Prazna ulica
- Prečna ulica
- Predilniška ulica
- Pregljeva ulica
- Prekmurska ulica
- Prelogova ulica
- Preradovičeva ulica
- Prešernova ulica
- Prevorškova ulica
- Prežihova ulica
- Pri cerkvi
- Pri jezu
- Pri parku
- Pri vzpenjači
- Prijateljeva ulica
- Primčeva ulica
- Primorska ulica
- Principova ulica
- Prisojna ulica
- Pristan
- Pristaniška ulica
- Prušnikova ulica
- Prvomajska ulica
- Ptujska cesta
- Puhova ulica
- Puncerjeva ulica
- Pupinova ulica
- Puškinova ulica
- Pušnikova ulica

### R
- Radičevićeva ulica
- Radovanova ulica
- Radvanjska cesta
- Radvinska ulica
- Raičeva ulica
- Rakušev trg
- Ramovševa ulica
- Rapočeva ulica
- Rasbergerjeva ulica
- Raški dol
- Ratajčeva ulica
- Ravna ulica
- Razgledna ulica
- Razlagova ulica
- Reberškova ulica
- Regenova ulica
- Regentova ulica
- Remsova ulica
- Resljeva ulica
- Rezijanska ulica
- Ribiška ulica
- Ribniška ulica
- Robičeva ulica
- Rogoška ulica
- Romihova ulica
- Ronkova ulica
- Rosinova ulica
- Roška ulica
- Rotovški trg
- Rozmanova ulica
- Rožletova ulica
- Rožnodolska ulica
- Ruplova ulica
- Rusjanova ulica
- Ruska ulica
- Ruška cesta

### S
- Sadjarska ulica
- Sarajevska ulica
- Savinjska ulica
- Schreinerjev trg
- Sernčeva ulica
- Shakespearova ulica
- Skrita ulica
- Slekovčeva ulica
- Slivniška ulica
- Slokanova ulica
- Slomškov trg
- Slovaška ulica
- Slovenska ulica
- Slugova ulica
- Smederevska ulica
- Smetanova ulica
- Smoletova ulica
- Smrekarjeva ulica
- Sodna ulica
- Sokolska ulica
- Soška ulica
- Splavarski prehod
- Srbska ulica
- Stantetova ulica
- Stefanova ulica
- Stephensonova ulica
- Sternenova ulica
- Stiplovškova ulica
- Stolni vrh
- Stranska ulica
- Stražunska ulica
- Streliška cesta
- Stritarjeva ulica
- Strma ulica
- Strossmayerjeva ulica
- Studenška ulica
- Svarunova ulica
- Svetelova ulica

### Š
- Šarhova ulica
- Šentiljska cesta
- Šentpetrska ulica
- Šerugova ulica
- Šilihova ulica
- Šimkova ulica
- Šlajmerjeva ulica
- Šnoflova ulica
- Šnuderlova ulica
- Šolska ulica
- Špelina ulica
- Štihova ulica
- Štrekljeva ulica
- Šubičeva ulica
- Šušmeljeva ulica

### T
- Taborska ulica
- Tančeva ulica
- Tavčarjeva ulica
- Tekstilska ulica
- Teplyjevo naselje
- Terškova ulica
- Teslova ulica
- Tezenska ulica
- Tiha ulica
- Titova cesta
- Tkalski prehod
- Tolstojeva ulica
- Tomanova ulica
- Tomšičeva ulica
- Travnerjeva ulica
- Trdinova ulica
- Trebušakova ulica
- Trg Borisa Kidriča
- Trg Dušana Kvedra
- Trg generala Maistra
- Trg izgnancev
- Trg Leona Štuklja
- Trg Miloša Zidanška
- Trg revolucije
- Trg svobode
- Trinkova ulica
- Trstenjakova ulica
- Trubarjeva ulica
- Tržaška cesta
- Turnerjeva ulica
- Tuškova ulica
- Tyrševa ulica

### U
- Ukrajinska ulica
- Ul. herojev Mašere in Spasića
- Ulica 10. oktobra
- Ulica 17. julija
- Ulica Anteja Trstenjaka
- Ulica Antona Neffata
- Ulica Arnolda Tovornika
- Ulica Berte Bukšek
- Ulica borcev
- Ulica bratov Greifov
- Ulica bratov Lešnikov
- Ulica bratov Mernikov
- Ulica Bruna Gobca
- Ulica carja Lazarja
- Ulica Darinke Flis
- Ulica Draga Kobala
- Ulica Dušana Mravljaka
- Ulica Eve Lovše
- Ulica Frana Kovačiča
- Ulica Frana Žižka
- Ulica Goceta Delčeva
- Ulica heroja Bračiča
- Ulica heroja Jevtiča
- Ulica heroja Nandeta
- Ulica heroja Staneta
- Ulica heroja Šaranoviča
- Ulica heroja Šercerja
- Ulica heroja Šlandra
- Ulica heroja Tomšiča
- Ulica heroja Vojka
- Ulica heroja Zidanška
- Ulica Hinka Nučiča
- Ulica I. internacionale
- Ulica Ilije Gregoriča
- Ulica Ivana Jožefa Tomažiča
- Ulica Ivana Zupančiča
- Ulica Jakoba Zupančiča
- Ulica Janka Mlakarja
- Ulica Josipa Priola
- Ulica Jožeta Košarja
- Ulica Jožeta Lampreta
- Ulica Jožice Flander
- Ulica Karla Glaserja
- Ulica Katerine Mede
- Ulica kneza Koclja
- Ulica kovinarjev
- Ulica kragujevških žrtev
- Ulica Kraljeva
- Ulica lepe Vide
- Ulica Lizike Jančar
- Ulica Markljevih
- Ulica Marohovih
- Ulica Matije Murka
- Ulica Milana Skrbinška
- Ulica Mileve Zakrajškove
- Ulica Moše Pijada
- Ulica nad mestom
- Ulica obnove
- Ulica Pariške komune
- Ulica Petra Podleska
- Ulica pod hrasti
- Ulica Pohorskega bataljona
- Ulica Pohorskega odreda
- Ulica Pregarčevih
- Ulica Rezike Zalaznik
- Ulica Roberta Hvalca
- Ulica Roberta Kukovca
- Ulica Rose Luxemburg
- Ulica Ruperta Pivca
- Ulica Saše Deva
- Ulica Silvire Tomasini
- Ulica Slave Klavore
- Ulica slovenske osamosvojitve
- Ulica slovenskih špan. borcev
- Ulica Staneta Severja
- Ulica Šantlovih
- Ulica Šercerjeve brigade
- Ulica škofa Maksimilijana Držečnika
- Ulica Štravhovih
- Ulica tabornikov
- Ulica talcev
- Ulica Toša Primožiča
- Ulica Ubalda Vrabca
- Ulica Vala Bratina
- Ulica Veljka Vlahovića
- Ulica Vita Kraigherja
- Ulica Zidanškove brigade
- Ulica Zore Janžekovič
- Urškina ulica
- Usnjarska ulica
- Užiška ulica

### V
- V borovju
- V klancu
- V prelogih
- V zatišju
- V zavoju
- Vajngerlova ulica
- Valesova ulica
- Valjevska ulica
- Valvasorjeva ulica
- Vandotova ulica
- Varlovo naselje
- Vasjeva ulica
- Vegova ulica
- Veluščkova ulica
- Verstovškova ulica
- Veselova ulica
- Vesnaverjeva ulica
- Vetrinjska ulica
- Vidavova ulica
- Vidičeva ulica
- Vilharjeva ulica
- Vinarska ulica
- Vizoviškova ulica
- Vodnikov trg
- Vodovnikova ulica
- Vodovodna ulica
- Vojašniška ulica
- Vojašniški trg
- Vokačeva ulica
- Volkmerjev prehod
- Volodjeva ulica
- Vončinova ulica
- Vošnjakova ulica
- Vrablova ulica
- Vrazova ulica
- Vrbanska cesta
- Vrtnarska ulica
- Vrvarska ulica
- Vzhodna ulica

### W
- Wallischeva ulica
- Wattova ulica
- Wilsonova ulica

### Z
- Za gozdom
- Za gradom
- Za hrastjem
- Za peklom
- Za vasjo
- Zadružna ulica
- Zagata
- Zagernikova ulica
- Zagrebška cesta
- Zahodna ulica
- Zavita ulica
- Zdravkova ulica
- Zelena ulica
- Zemljičeva ulica
- Zgornji Košaki
- Zlatiborska ulica
- Zolajeva ulica
- Zorkova ulica
- Zrinjskega ulica
- Zrkovska cesta
- Zupančeva ulica
- Zvezna ulica

### Ž
- Žabotova ulica
- Železnikarjeva ulica
- Železnikova ulica
- Žički prehod
- Židovska ulica
- Žitna ulica
- Žmavčeva ulica
- Žnidaričeva ulica
- Žoherjeva ulica
- Žolgarjeva ulica
- Župančičeva ulica

## Vir
- Abecedni seznam ulic v naselju Maribor, Itis.siol.net, pridobljeno 7. oktober 2024.